# Görzke

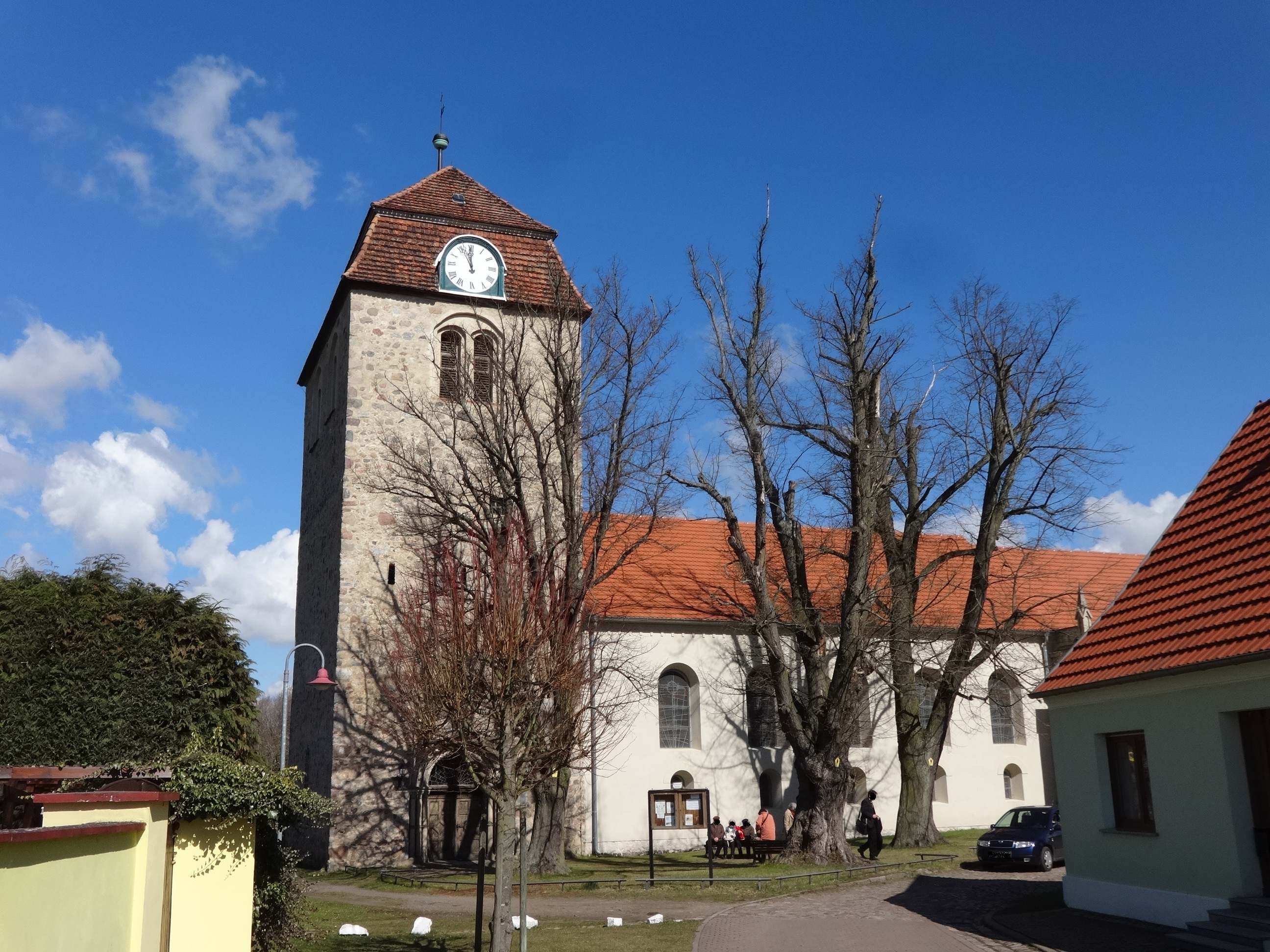
Dorfkirche Görzke (12. Jahrhundert)

Görzke ist eine Gemeinde im Westen des brandenburgischen Landkreises Potsdam-Mittelmark und gehört zum Amt Ziesar.

## Geografie
Die Gemeinde Görzke liegt im Hohen Fläming im gleichnamigen Naturpark am Flüsschen Buckau, etwa 35 Kilometer südwestlich von Brandenburg an der Havel. Die westliche Gemeindegrenze bildet die Landesgrenze zwischen Brandenburg und Sachsen-Anhalt. Nördlich liegt die Stadt Ziesar; es folgen im Uhrzeigersinn die Gemeinden Buckautal, Gräben, der Bad Belziger Ortsteil Werben, der Ortsteil Benken der Gemeinde Wiesenburg/Mark, das Gemeindezentrum von Wiesenburg/Mark sowie die Wohnplätze Neuehütten, Reetzerhütten und die weiteren Ortsteile Mahlsdorf und Reppinichen. Westlich der Landesgrenze zu Sachsen-Anhalt liegt der Ortsteil Lübars der Stadt Möckern im Landkreis Jerichower Land.
Das Gelände steigt innerhalb der Gemarkung nach Norden hin um rund 18 Meter an. Die höchsten Erhebungen sind mit 110 Metern der Galgenberg im Osten (dort fanden im Mittelalter Hinrichtungen statt), die 141 Meter hohen Butterberge im Süden sowie im Westen die Bullenberge mit 125 Metern und die Hahnenberge mit 117 Metern.
Neben der Buckau entspringt deren Nebenfluss Riembach in der Gemeinde.

## Gemeindegliederung
Die Gemeinde Görzke umfasst das Gebiet der ehemals selbstständigen Gemeinden Görzke und Hohenlobbese. Hohenlobbese ist Ortsteil der Gemeinde.
Zur Gemeinde gehören weiterhin die bewohnten Gemeindeteile
- Börnecke
- Dangelsdorf
- Wutzow

sowie die Wüstung Dangelsdorf mit der Ruine einer Feldsteinkirche aus dem 14. Jahrhundert und die Wohnplätze Borgsdorf, Bussesche Mühle, Heidehof, Mühle Schöntal, Nonnenheide und Rentengut.

## Geschichte und Etymologie

### Frühzeit bis 14. Jahrhundert
Die Region wurde etwa im 6. Jahrhundert von Slawen bevölkert. Wann sie genau in Görzke einen Burgwall errichteten, ist nicht überliefert. Als Otto I. 948 das Bistum Brandenburg gründete, lag der Ort noch im Grenzgebiet des Gaues Moraciani, wenngleich noch nicht urkundlich erwähnt. Dies geschah erstmals als Gorceke im Jahr 1161, als Wilmar von Brandenburg das Domkapitel Brandenburg gründete. In einem Dokument wurden seinerzeit die Besitztümer des Domkapitels niederschrieben. In dieser Urkunde erschien unter anderem der Burgward Görzke, d. h. einen aus mehreren Orten gebildeten, wehrhaften Bezirk, der als Außengrenze um Magdeburg die Macht des Bischofs sicherte. Der Name stammt aus der slawischen Zeit der Mark Brandenburg und bedeutet Siedlung an einem Berg. Historiker gehen davon aus, dass es sich bei Görzke um eine Niederungsburg mit einem Durchmesser von rund 60 Metern gehandelt haben soll. Die Bewohner waren dabei durch einen umlaufenden Wall aus Holz und Erde mit einem wassergefüllten Außengraben geschützt. Die Größe spricht dabei eher für eine ursprüngliche Nutzung als Fluchtburg, könnte aber – so eine Darstellung des Rates Görzke aus dem Jahr 1989 – auch dem Stammadel als Wohnsitz gedient haben: Nördlich der Niederungsburg befand sich ein kleinerer Wall von rund 10 bis 15 Metern Durchmesser, der als Hauptburg gedient haben könnte. Bei Ausgrabungen wurden zahlreiche blaugraue Scherben aus der Zeit des 13. und 14. Jahrhunderts gefunden, die eine Nutzung belegen. Südwestlich der Kirche existierte neben dem Burgwall eine weitere kleine Befestigung, die von den deutschen Siedlern errichtet wurde. Dieser befestigte Hof (curia) hatte einen rechteckigen Grundriss mit einer Kantenlänge von rund 100 Metern. Er gehörte vermutlich einem Ritter, der der Gemeinde zusätzlichen Schutz bot. Der Ort war damit von Norden und Westen durch sumpfige Niederungen geschützt. Im Süden und Osten befanden sich insgesamt drei Wallgräben; der innerste mit einer Tiefe von bis zu sechs Metern. Um 1250 erhielt Görzke das Stadtrecht und wurde mit einer Stadtmauer umgeben. In dieser Zeit wurde die Dorfkirche Görzke im Stil der Romanik als Feldsteinkirche errichtet. Am 15. Juli 1283 verliehen Otto IV. und sein jüngerer Bruder Konrad I. dem Ort Gorzek das Privileg der Gerichtsbarkeit vor einem eigenen Schultheiß. Die Bürger waren damit von der Rechtsprechung durch den Vogt befreit und anderen Brandenburgischen Städten gleichgestellt. Zwei Jahre später erhielt die Stadt zusätzlich das Münzrecht, das die Brüder mit der Auflage versahen, der Stadt jährlich einen Betrag von 33 Schilling und 4 Pfenning für die weitere Befestigung der Gemarkung einzusetzen. 1328 verpfändete Ludwig V. mit Wirkung zum 25. Mai für 16.000 Silbermark den Ort mit weiteren Städten wie Beelitz oder Brietzen an Rudolf I. Gleichwohl behielt sich der Markgraf das Recht vor, die verpfändeten Werte innerhalb der nächsten zwölf Jahre wieder auszulösen. Zu dieser Zeit trat der Falsche Woldemar, ein Hochstapler, auf und gab sich als Markgraf Waldemar aus. Er wiegelte mehrere Städte, darunter auch Görzke im Jahr 1349 gegen die Wittelsbacher auf, wurde aber 1350 unter König Karl IV. enttarnt. Die Görzker weigerten sich zunächst, dem König die Gefolgschaft zu leisten und wurden daher am 12. September 1350 mit der Reichsacht geächtet. Die Situation löste sich erst auf, als Waldemar am 10. Mai 1355 Görzke entband und sie an Ludwig verwies. Aus diesem Jahr ist auch erstmals das Vorhandensein einer Mühle überliefert, die in einer Urkunde vom 16. April 1935 als Görzer „Mulen“ bezeichnet aber nicht näher ausgeführt wurden. Am 24. Juni 1369 überließ Otto das Münzrecht den Städten und führte damit vermutlich dazu, dass in Görzke die Prägung eigener Münzen fortan unterblieb. Um 1370 wurde der Burgwall vermutlich nicht mehr genutzt. Im Zuge der Auseinandersetzungen des Erzstifts Magdeburg mit den Markgrafen von Brandenburg fordert der Stift von ihnen im Jahr 1373 die Stadt Gortzk, die das Erzstift 1378 schließlich erobern konnte und zerstörte.

### 15. Jahrhundert bis 17. Jahrhundert
1416 gelang es Friedrich I., die Stadt zurückzuerobern und wieder in die Mark zu führen. Der Konflikt mit dem Erzstift war damit jedoch nicht beigelegt. Beide Parteien erhoben Anspruch auf die Stadt. Sie verständigten sich darauf, die Stadt als Lehen an den Grafen von Schwarzburg zu übertragen. Dieser wiederum belehnte es an die von Schierstedt, die damit auch die Gerichtsbarkeit übernahmen. Diese Situation sollte sich erst am 27. Dezember 1533 auflösen, als Joachim I. endgültig auf Görzke verzichtete. Er ließ sich jedoch ein Geleitrecht einräumen, so dass die Stadt bei der Durchreise des Kurfürsten Bewaffnete zu seinem Schutz innerhalb eines vorab definierten Gebietes aufstellen musste – Görzke kam zum ersten Distrikt des Kreises Jerichow im Erzstift Magdeburg. 1424 erschien in Lehnsregister des Markgrafen erstmals mit der „Berckmole“ eine Bergmühle. Sie wurde in einer Urkunde vom 18. Juni 1441 als „Borgmolle“ bezeichnet. In einer Chronik der Gemeinde wird darauf hingewiesen, dass ihr Schicksal bislang nicht bekannt ist. Möglicherweise verbarg sich dahinter eine der später erwähnten Mühlen der Stadt. Aus dem Jahr 1452 ist die Schreibweise Gorczck überliefert, die 1533 in mit Gortzk, Goertzcke, Görtzke und auch erstmals Görzke erschien. Nach dem Tod von Hans von Schierstedt gelangte das Erbe – darunter auch die Stadt – am 2. August 1569 an die Söhne Wolf Friedrich, Friedrich und Hans Friedrich, die es fortan gemeinsam verwalteten. Letzterer gründete daraufhin den Oberhof auf einem Grundstück, in dem sich in den 1980er Jahren eine Gaststätte befand. Wolf Friedrich erhielt den Mittelhof (in den 1980er Jahren das Grundstück in der Breiten Straße 7) und Friedrich den Unterhof, auf dem sich im 20. Jahrhundert eine Stärkefabrik befand. Die drei Erben stand künftig nicht nur das Recht zu, die Gerichtsbarkeit auszuüben. Sie orientierten sich dabei an der im 16. Jahrhundert eingeführten Constitutio Criminalis Carolina. Sie hatten auch die Auflage erhalten, sich in gleichem Maße um die Gemeinde zu kümmern, wie es der Vater getan hatte. Dies umfasste beispielsweise die Aufgabe, der Schule im Winter ausreichend Brennholz zur Verfügung zu stellen. Die Dokumente zum Erbteilungsprozess sind weiterhin der Nachweis, dass sich 1569 im Ort eine Schneidmühle, zwei Mahlmühlen sowie eine Kupfermühle befand. Letztere diente der Metallbearbeitung durch ein mit Wasserkraft betriebenes Hammerwerk. Sie wurde nur an zwei Tagen betrieben und soll sich – so eine Chronik der Gemeinde – am Graben vor Busses Mühle befunden haben. Die Spur einer weiterhin erwähnten Windmühle verliert sich in der Mitte des 19. Jahrhunderts. In der Mitte des 16. Jahrhunderts nutzten Handwerker das in der Landschaft vorhandene Gefälle, um mit einer Hilfe von Holzröhren drei adelige Höfe mit Quellwasser zu versorgen. Im Dreißigjährigen Krieg wurde die Stadt im Jahr 1642 schwer verwüstet, die Kirche brannte bis auf den Chor und den Kirchturm ab. Die Stadt verarmte und verlor schließlich das Stadtrecht. 1680 übernahm Friedrich Wilhelm das Herzogtum Magdeburg und damit auch Görzke und regierte es von Brandenburg-Preußen aus. Bereits vor 1686 ist ein Schulrektor im Ort nachgewiesen. Er unterrichtete bis zu 40 Schüler, die um 1700 in Görzke zur Schule gingen. Nach und nach kam es zu einem bescheidenen wirtschaftlichen Aufschwung. So ist aus dem Jahr 1692 – bestätigt 1716 – bereits eine Handwerksordnung der Schneider, Schuster, Bäcker, Hufschmiede, Leineweber, Rad- und Stellmacher überliefert und damit ein Anzeichen, dass die entsprechenden Gewerke in der Gemeinde aktiv waren. In einem Stammbaum der Familie Muths findet sich ein Hinweis darauf, dass ein Hans Peter Muths (1628–1690) eine Mühle am Erlenbach erwarb, die Muthses Mühle. Sie war bis in die Mitte der 1930er Jahre in Betrieb, wurde aber in dieser Zeit auf einen elektrischen Antrieb umgerüstet.

### 18. bis 19. Jahrhundert

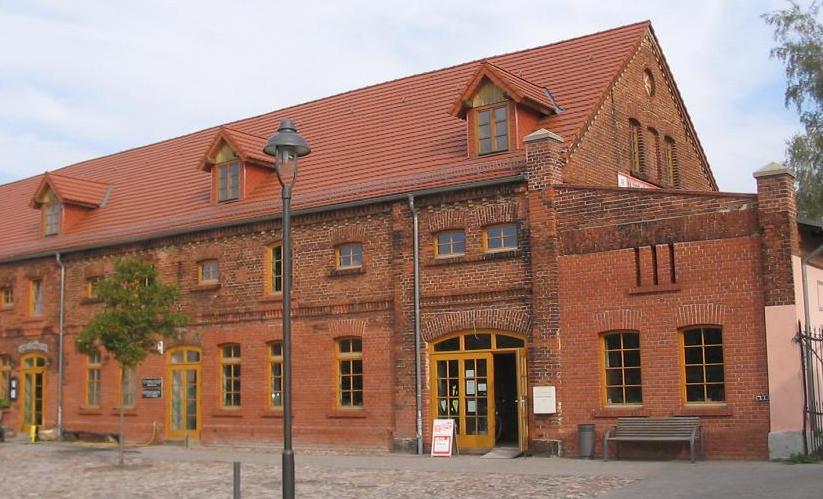
Ehemaliges Gutshaus

Görzke weist eine lange Tradition als Handwerkerort auf. Bereits 1624 wurden Tonfelder bei Pramsdorf und Buckautal erschlossen und führten zur Errichtung von Töpfereien. In den nachfolgenden Jahrzehnten bildeten sich auf Grund ihrer Lage an Handelswegen die Städte Ziesar und Görzke als Zentren der Tonwarenindustrie heraus. Ende des 17. Jahrhunderts erhielten die Bauern, auf deren Flächen Ton abgebaut werden konnte, das Tonrecht. Sie durften damit – vorzugsweise in den arbeitsärmeren Wintermonaten – Ton abbauen und an die Töpfereien liefern. 1706 schlossen sich die Töpfer des Ortes zu einer Innung zusammen und belieferten die umliegenden Dörfer und Städte mit Tonwaren. Die Handwerker nutzten dabei eine Kratztechnik, bei der die aufgetragene Glasur zunächst eine lederharte Konsistenz erreicht haben muss. Anschließend wird die Glasur durch das Kratzen wieder vom Werkstück genommen. Dadurch entstehen individuelle Muster oder Schriftzüge auf den Tonwaren. Ebenso fand die Schwämmeltechnik Anwendung. Dabei wird ein bestimmtes Muster mit einem kleinen Schwamm auf die Keramik gedrückt. Der Ton wurde bis zum Anfang des 20. Jahrhunderts in der Region gewonnen. Aus dem Jahr 1717 sind Innungen der Fleischer, Tischer, Böttcher und Töpfer bekannt. Dieser wirtschaftliche Aufschwung war einer der Gründe, warum der Ort 1719 das Stadtrecht zurückerhielt.
Aus dem Jahr 1725 ist noch die Existenz eines der Stadttore überliefert. Das Untertor, auch Schmiedetor, war eines der wenigen Zugänge in die Stadt. Diese war aus Mauern aus Feldsteinen mit einer Höhe von sieben bis neun Metern umgeben. Ein weiteres Tor war das Obertor, was Waldemartor, das 1876 beseitigt wurde. Experten gehen davon aus, dass im Mittelalter ein drittes Tor bestand und einen Zugang zum Burgwall ermöglichte. 1765 stieg die Anzahl der Einwohner weiter an und damit auch die Schüler. Mit 130 Kindern musste eine zweite Klasse eingerichtet werden. 1782 wohnten 719 Einwohner in Görzke. Sie leben überwiegend von der Landwirtschaft und betreiben Handwerk. So bestanden 1780 Innungen für Schneider, Schuhmacher, Leineweber, Bäcker, Fleischer, Schmiede, Rademacher, Tischler, Töpfer sowie Böttcher. In der Nähe der Kirche ist die Existenz einer Mahlmühle überliefert. Hinzu kamen zwei weiteren Mahl- und Schneidemühlen. Sie waren im 18. Jahrhundert im Lohburger Müllergewerk vertreten und stellten am 20. April 1779 den Antrag, sich von dieser Innung zu lösen. Dem kam der König am 10. Juni nach. Allerdings ist bislang nicht bekannt, ob die Görzer Müller daraufhin eine eigene Innung gründeten. Am 14. März 1793 erwarb der Müller George Christoph Quellmann die Schneidemühle. Sie gelangte ab 1825 in den Besitz der Familie Oldendorf und ab um 1840 an Johann Friedrich Carl Busse. Sie wurde seit dieser Zeit Busses Mühle genannt.
Während der Befreiungskriege litten die Einwohner von Görzke unter Plünderungen, die auch bei Abzug der französischen Truppen nach der Schlacht bei Hagelberg auftraten. So ist beispielsweise überliefert, dass dem Görzer Pfarrhaus alleine im letzten Quartal 1807 ein Schaden von 408 Talern durch die Belagerung entstand. Bei der Erstellung der Görzker Chronik zur wirtschaftlichen Entwicklung hat die Gemeinde zahlreiche Schreiben zusammengetragen, die die Not der Bevölkerung dokumentieren. Die Einwohner beklagen darin eine fehlende Unterstützung durch umliegende Städte und Gemeinden, aber auch mangelndes Saatgut, das sie an die Besetzer abgeben mussten. Mit dem Oktoberedikt verbesserte sich insbesondere die Lage der Bauern, wie auch die Weiterentwicklung durch die Aufhebung der Gemeinheitsteilung und eine Weiterentwicklung der Dreifelderwirtschaft. Die Abgabe des Zehnt war hiervon jedoch nicht betroffen; dieser musste noch bis 1848 und darüber hinaus von den Bauern geleistet werden. Der Frieden von Tilsit führte auch in Görzke zu einer Veränderung, denn mit den verschobenen Landesgrenzen kam die Stadt zum 1815 gegründeten Regierungsbezirk Potsdam und wurde Minderstadt. 1816 trat derer von Schwarzburg die Lehnshoheit an den Regierungsbezirk ab. Görzke kam damit zur Provinz Sachsen in den Regierungsbezirk Magdeburg (Landkreis Jerichow I). Am 11. Januar 1827 beantragte der Mühlenbesitzer Oldendorf die Umsetzung der Separation in Görzke. Später schlossen sich zahlreiche Bauern diesem Antrag an, so dass ein königlicher Beamter die Flur vermaß und den Wert der einzelnen Ackerflächen bestimmte. Die Vermessung ergab, dass rund 1580 Hektar verteilt werden mussten. Neben den drei Görzker Rittergütern erhob auch das Gut Struvenberg Ansprüche auf die Ackerflächen. Hinzu kamen die Pfarre, drei Schullehrerstellen, die Gemeinde Görzke sowie 15 Ackerhöfe, zwei Dreiviertelackerhöfe, ein Halbackerhof sowie 18 Kötter. 61 Büdner und 15 Neubauern galt es ebenfalls zu versorgen. Die umfangreichen Berechnungen sowie die Ausweisung gemeinschaftlich genutzter Flächen wie der Bullenacker für den Gemeindebullen führten dazu, dass die neuen Acker- und Weideflächen erst am 18. August 1836 von den neuen Eigentümern übernommen werden konnten. In den Verhandlungen wurden auch Regelungen für die Räumung der wasserführenden Gräben angesprochen. Diese waren für die Mühlenbesitzer von entscheidender Bedeutung, um die Funktion der Mühlen sicherzustellen. Die Busses Mühle erschien in diesen Dokumenten als Mahl- und Schneidemühle. In dieser Zeit wird auch erstmals über die Schönthal-Mühle berichtet, die in alten Veröffentlichungen als Rosenmühle aufscheint. Sie wurde 1805 von Anne Dorothee Hamann an ihren Sohn Johann Friedrich vererbt, der sie am 4. Januar 1827 an den Müllermeister Johann Friedrich Puhlmann veräußerte. 1830 richtete die Stadt eine dritte Schulklasse ein; 1861 die vierte. 1839 stellte die Stadt fest, dass die historischen Wallanlagen keinerlei Funktion mehr erfüllten und ließ die Gräben zuschütten, sofern sie keine andere Funktion ausüben konnten. Einige Flächen wurden ausweislich eines Separationsrezesses aus dem Jahr 1842 als Weideflächen gemeinschaftlich genutzt und erschienen in den Dokumenten als Wälle bei der Stadt. Eine Regelung legte dabei fest, in welchem Zeitraum die Bauern die Flächen jeweils nutzen konnten. Aus dem Jahr 1850 sind 13 Mitglieder der Schuhmacher-Innung, 14 Schmiede, je 12 in der Tischler- sowie der Rade- und Stellmacher-Innung sowie 17 Mitglieder der Leineweber-Innung überliefert. Die Schneider waren mit 23 Mitgliedern vertreten; die Fleischer im Jahr 1858 mit 14 Personen. Jedes einzelne Gewerk hatte in den darauffolgenden Jahrzehnten mit seinem Niedergang zu kämpfen; einige verschwanden gar ganz aus dem Ort. 1855 erschien im Zauch-Belziger Kreisblatt eine Verkaufsanzeige für eine Windmühle, die sich in der Nähe von Görzke befunden haben soll. Weitere Informationen zur Herkunft und zum Verbleib liegen bislang nicht vor. In den Separationsverhandlungen erschien sie noch nicht, dafür wurde im Anzeiger für Ziesar aus Jahr 1894 berichtet, dass eine Mühle abgebrannt sei.
Am 30. November 1867 gründete sich als erster Verein der Männergesangsverein Görzke 1867. Er führte ab 1873 eine Fahne und traf sich bis 1956 wöchentlich im Vereinslokal. 1885 folgte der Gesangsverein Liedertafel, die sich nach dem Zweiten Weltkrieg dem Männergesangsverein Görzke anschlossen. In etwa zur gleichen Zeit gründete sich der Männer-Turnverein Görzke. Zwar trug der Verein in der Fahne die Jahreszahl 1895, doch trat bereits in einem Gerichtsprozess aus dem Jahr 1885 ein Mitglied des Vereins als Kläger auf – mithin muss der Verein zu diesem Zeitpunkt bereits bestanden haben.
Mit der Einführung des Gerichtsverfassungsgesetz im Jahr 1877 endete eine jahrhundertelange Tradition der Abhängigkeit von einer Gutsherrschaft. Zuvor wurden Streitigkeiten vor dem Königlichen Kreisgericht in Burg oder Genthin verhandelt. Nach einem Brand im Jahr 1887 gründete sich am 2. Oktober 1888 eine Freiwillige Feuerwehr. Am 2. September 1879 wurde das Kriegerdenkmal für die Gefallenen aus dem Deutsch-Französischen Krieg enthüllt. Es wurde am 30. August 1925 um eine Tafel für die Gefallenen aus dem Ersten Weltkrieg ergänzt. Im Jahre 1891 – dem Gründungsjahr des Schützenvereins – fand im Raum Görzke und den westlich beziehungsweise nordwestlich angrenzenden Ortschaften die Herbstübung des Berliner Gardekorps statt. Nur wenig später wurde die Entscheidung zur Anlage und zum Aufbau des Truppenübungsplatzes Altengrabow getroffen. Dies führte Anfang des 20. Jahrhunderts zu Verkehrsbehinderungen im Ort, wenn das Gebiet weiträumig abgesperrt wurde. Dabei kam es zu Beeinträchtigungen auf der Fahrt nach Magdeburg, wie auch nach Schönebeck (Elbe). Dorthin wurde insbesondere Holz transportiert, dass bei Rodungen zur Erschließung von Ackerflächen rund um Görzke gewonnen worden. Zu dieser Zeit war der Ort noch von einem dichten Laub- und Nadelgehölzgürtel umschlossen.
Neben der Familie von Schierstädt gab es in Görzke im 19. Jahrhundert mit denen von Goldacker noch ein zweites Adelsgeschlecht mit Besitzungen am Ort, hier konkret das Rittergut II, und Mahlsdorf.

### 20. bis 21. Jahrhundert

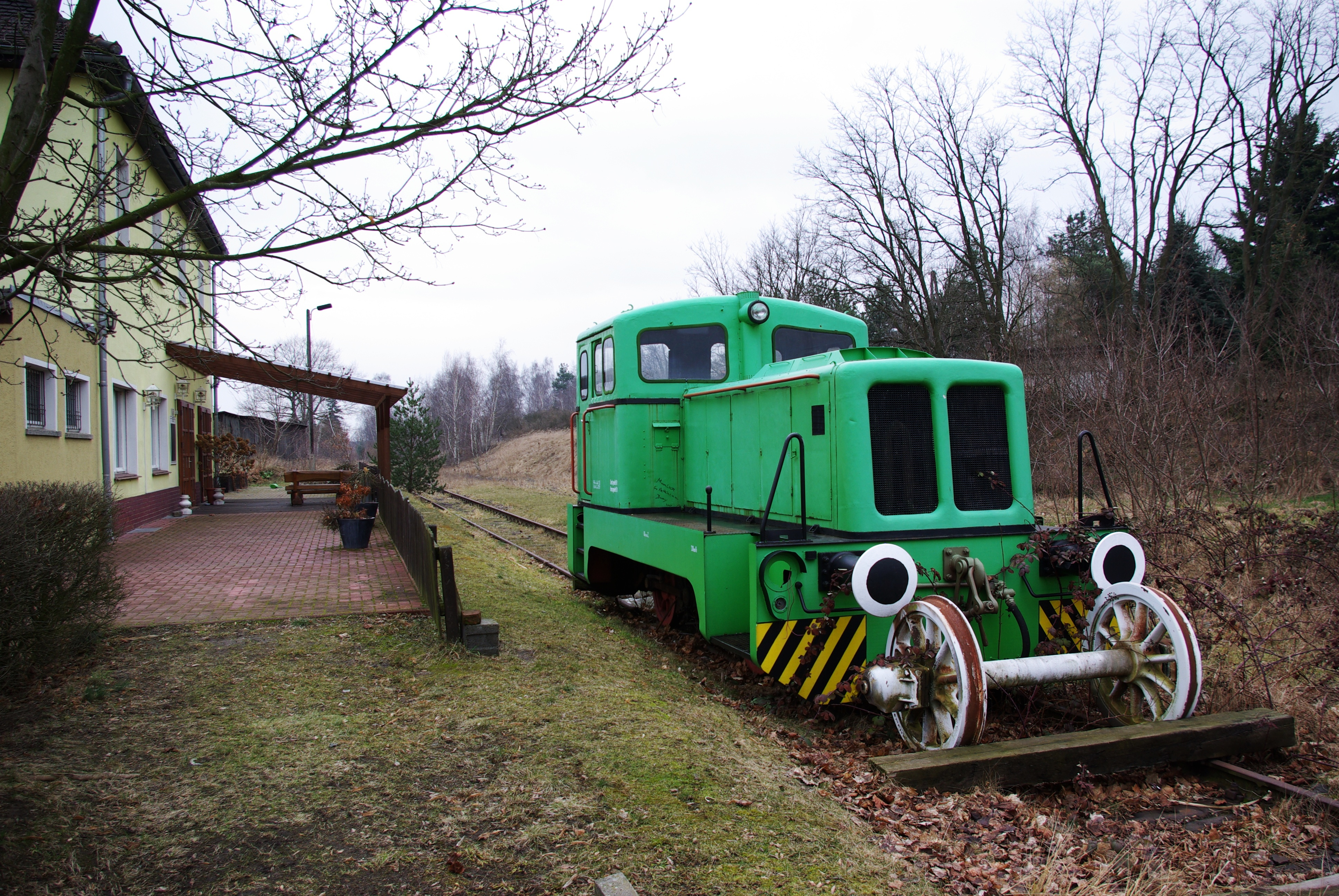
Lokomotive der ehemaligen Buckaubahn

Um 1900 ließ der Müller Mehlmann auf einer Anhöhe nach Hohenlobbese eine Bockwindmühle errichten. Der Standort erwies sich jedoch als nicht so günstig wie ursprünglich gedacht und so wurde das Bauwerk abgerissen und an anderer Stelle gegenüber dem Lüttchen Teich wiederaufgebaut. In dieser Zeit bestand auf dem Gelände des ehemaligen Rittergutes bereits eine Fabrik, in der Stärke hergestellt wurde. Wann diese ihren Betrieb aufnahm, ist nicht überliefert. In einem Dokument aus dem Jahr 1890 wird eine Familie Bertrand als Eigentümer genannt. 1905 gründete sich eine Molkereigenossenschaft, die am 16. Juli 1906 die Produktion aufnahm. Sie kämpfte insbesondere nach dem Ersten Weltkrieg mit großen Schwierigkeiten, das für die Verarbeitung der Milch erforderliche Heizmaterial zu erhalten. Hergestellt wurde neben Butter, Trinkmilch und Speisemilch auch Sauermilchquark. Letzterer wurde in den Harz geliefert und dort zu Harzer Käse weiterverarbeitet. 1907 gründete sich der dritte Männergesangsverein, das Männer-Quartett Görzke. Der hauptsächlich aus Geschäftsleuten bestehende Verein löste sich nach dem Ende des Zweiten Weltkrieges auf. Ebenfalls im Jahr 1907 schlossen sich die Schmiede im Kreis Jerichow I zur Freien wirtschaftlichen Vereinigung selbstständiger Schmiede zusammen. Sie hatte zum Ziel, die wirtschaftliche Lage der Schmiede zu verbessern. Am 11. August 1911 erhielt der Ort den Anschluss an die Bahnstrecke Wusterwitz–Görzke. Die Idee keimte bereits im Jahr 1892 auf, konnte aber erst nach jahrelangen Verhandlungen realisiert werden. Die Tonwaren und andere Produkte konnten damit über große Strecken befördert werden. Gleichzeitig war es damit aber auch möglich, die nachlassenden Tonvorräte der Region durch Zukäufe aus anderen Regionen zu kompensieren. So bezog die Innung Anfang des 20. Jahrhunderts ebenfalls Ton aus Straach in der Nähe von Wittenberg. 1914 begannen Arbeiter damit, die Straße nach Benken zu pflastern. Durch den Ersten Weltkrieg wurden die Arbeiten jedoch unterbrochen und konnten erst nach 1923 vollendet werden. Im Krieg fielen 88 Männer aus Görzke; erst 1920 kam der letzte Mann aus der Kriegsgefangenschaft wieder nach Hause. Nach Kriegsende gründete sich ein Arbeiter-Schießclub Solidarität, der in der Zeit des Nationalsozialismus aufgelöst wurde. Er unterhielt einen Schießstand in der Kiesgrube auf dem Weinberg. 1918 war auch die Geburtsstunde der Firma Karl Seiler, der keramische Erzeugnisse herstellte. Er übernahm zu einem späteren Zeitpunkt die Töpferei Franz Ludwig und baute seine Produktion nach und nach aus. Seiler belieferte seine Kunden mit eigenen Lastwagen in einem Umkreis von bis zu 250 km.
Zwischen 1920 und 1933 kam es zu mehreren Lohnkämpfen in den Görzker Töpfereien. Sie begannen mit Lohnminderungen, die im Zusammenhang mit der steigenden Inflation als Vorbote der Weltwirtschaftskrise standen. Arbeiter waren auf Lohnerhöhungen angewiesen, die jedoch von der Innung strikt abgelehnt wurde. Ein weiterer strittiger Punkt waren Forderungen nach Urlaub. Sie wurden 1925 insofern erfüllt, indem Arbeitern, die ein Jahr im gleichen Betrieb beschäftigt waren, künftig einen Tag Urlaub erhielten. Nach vier Jahren Betriebszugehörigkeit stieg der Anspruch auf zwei, ab sechs Jahren auf drei Tagen. Zu den Leidtragenden zählten jedoch nicht nur die Arbeiter in den Töpfereien. So hatten beispielsweise auch die Bäcker große Probleme, die steigenden Preise auf ihre Produkte umzulegen. Sie beschlossen daher eine regelmäßige, zum Teil wöchentliche Zusammenkunft, um die Preise abzusprechen. Während der Krise erklärten sich die Arbeiter am 23. Februar 1926 bereit, bei gleicher Leistung auf 15 % ihres Lohnes zu verzichten. 1929 eskalierten die Auseinandersetzungen und es kam zu einem Streik, der vom 12. bis zum 18. September andauerte. Die Arbeiter erzielten anschließend eine neue Lohnregelung, die 1932 auf Bestreben der Mitteldeutschen Schlichtkommission nochmals verbessert wurde. Neben der Inflation beschreibt eine Chronik der Gemeinde Görzke, dass zahlreiche, zum Teil zwielichtige Hausierer den alteingesessenen Handwerkern in diesen Zeiten die Geschäfte verdarben. 1922 schlug der Mitteldeutsche Handwerkerbund daher einen Zusammenschluss aller Gewerbe vor. Von den zahlreichen Görzker Handwerkerinnungen bestand jedoch nur noch die Töpferinnung zu Görzke.
Am 22. November 1922 erhielt der Ort den Anschluss an das elektrische Stromnetz. 1918 gründete sich bereits eine Elektrizitätsgenossenschaft und prüft die Einführung der neuen Errungenschaft. Doch die hohen Investitionskosten schrecken zunächst viele Interessenten ab. Zahlreiche Bauern nutzten fortan eigene Schrotmühlen und waren damit nicht mehr auf die mit Wasser- oder Windkraft angetriebenen Mühlen Görzkes angewiesen. Die Molkerei nutzte ebenfalls die neue Form der Energieversorgung; dennoch blieb die Dampfmaschine noch bis 1936 in Betrieb. Zu dieser Zeit erweiterte auch ein Konservenfabrikant seine Produktionskapazitäten. Verarbeitet wurden Obst- und Gemüse, Fruchtsäfte, Marmeladen und Konfitüren. 1922 entstand mit dem Radsport-Verein Wanderlust ein weiterer Verein. Sie führten Straßenrennen sowie Wettbewerbe im Kunst- und Saalfahrten durch. Ebenfalls in den 1920er Jahren existierte ein Arbeiter-Radfahrer-Verein Freie Fahrt Görzke sowie der Sportverein Görzke, der zeitweise vier Fußballmannschaften stelle. Vom Sport-Club Roland existiert lediglich ein Foto mit einer Tafel aus dem Jahr 1925. Weitere Dokumente liegen bislang nicht vor. Am 11. August 1926 gründete sich aus dem Kreis der Handwerker, Gewerbetreibenden und Landwirte der Kleinkaliber-Schließclub Gut Schuss. 1930 wurde die bis dahin auf dem Windmühlenberg befindliche Windmühle abgerissen: Durch die Elektrifizierung sank die Zahl der Bauern, die auf traditionelle Weise ihre Futtermittel bislang herstellen ließen. Im gleichen Jahr kam es zu einem tragischen Todesfall, als ein Kind von einem Stein der Stadtmauer erschlagen wurde. Die Stadt entschied daraufhin, die Reste der historischen Befestigung abzureißen. Ebenfalls im Jahr 1930 wechselte die Stärkefabrik ihren Besitzer. Einige Bauern schlossen sich zu einer Kartoffelverwertungs-Genossenschaft Görzke und Umgebung zusammen, um die Fabrik weiter zu betreiben. Sie modernisierten das Unternehmen und bauten es schrittweise aus. In Spitzenzeiten wurden dort bis zu 55 Tonnen Kartoffeln zu bis zu acht Tonnen Stärkemehl verarbeitet. Am 8. Februar 1931 kam mit einem Kaninchenzuchtverein der vorerst letzte Verein im Ort hinzu. Der Zweite Weltkrieg wirkte sich auch auf die Beschulung aus. Einige Lehrer mussten in den Krieg ziehen, der Unterricht fiel insbesondere in den Wintermonaten teilweise über einen längeren Zeitraum aus. Das gleiche Schicksal ereilte auch den Männergesangsverein, da die Mehrzahl der 19 aktiven Mitglieder ebenfalls eingezogen wurden. In den letzten Monaten des Krieges wurde im März und April im Schulgebäude ein Lazarett eingerichtet. Am 4. Mai 1945 erreichte die Rote Armee den Ort.
Nach dem Ende des Zweiten Weltkrieges verzeichneten die Töpfereien zunächst einen gesteigerten Bedarf an Tonwaren. Dies änderte sich durch die Deutsche Teilung, bei der wichtige Absatzgebiete im Westen wegbrachen. Einen weiteren Einbruch erlitt die Tonindustrie durch den vermehrten Einsatz von Kunststoff bei Gebrauchsgütern. Dies zeigt sich auch in der Anzahl der in der Innung vertretenen Betriebe. Waren es 1920 noch 13 Töpfereien, so sank die Zahl auf acht im Jahr 1945 sowie drei im Jahr 1940. Hinzu kamen Enteignungen, beispielsweise die der Firma Seiler. Die Werke I und II in der Reetzer Straße 2 bzw. in der Chausseestraße 55 gingen mit Wirkung zum 1. Januar 1954 in den VEB Tonwarenfabrik über. Das gleiche Schicksal traf die Konservenfabrik. Die Halter von Milchkühen wurden angewiesen, einen gewissen Anteil der Milch zwangsweise zur Weiterverarbeitung an die Molkerei zu liefern, die daraus Butter herstellte. Mit der Teilung ergab sich für die Molkerei ein gänzlich neues Problem, da eine zunächst eine eigene Industrie für Molkereimaschinen aufgebaut werden musste – der überwiegende Teil dieses produzierenden Gewerbes lag in Westdeutschland. 1947 kam erstmals die Görzker Puppe Petra auf den Markt. Das rund 18 cm große Spielzeug entstand aus Ton und war mit gewaschenen Alttextilien bekleidet. Da die Nachfrage groß war, produzierten ab 1948 bereits bis zu zehn Angestellte in der ehemaligen Töpferei Spitta das begehrte Spielzeug. 1948 erhielt die Schönthal-Mühle einen elektrischen Antrieb; das bestehende Mühlrad wurde demontiert. Die Ziesarer Kleinbahn ging mit Wirkung zum 1. Januar 1951 in die Deutsche Reichsbahn über. In einer Chronik der Gemeinde Görzig zur wirtschaftlichen Entwicklung ist beschrieben, dass der Fahrplan in den Anfangsjahren auf Grund schlechter Umsteigebedingungen zu großer Kritik führte. Mit der Aufnahme einer Busverbindung nach Brandenburg sank die Bedeutung der Strecke weiter. Im gleichen Jahr erhielt die Freiwillige Feuerwehr ein neues Spritzenhaus. Damit mussten die Schläuche nach einem Einsatz nicht mehr im Freien, oder im Winter in den warmen Räumen Görzker Töpfereien getrocknet werden. 1953 wurde der Männergesangsverein reaktiviert, bevor er sich 1973 auflöste. In einer Puppenfabrik des Ortes wurde Ende der 1950er Jahre die Figur des Sandmännchens hergestellt. Im Wald zwischen Görzke und Reppinichen unterhielt zu DDR-Zeiten ein metallverarbeitender Volkseigener Betrieb aus Leipzig ein Betriebsferienlager für die Kinder seiner Betriebsangehörigen. In der Zeit der DDR wurden die zuvor in Privatbesitz befindlichen Ackerflächen zusammengefasst und durch eine LPG bewirtschaftet; der Marktplatz für Vieh- und Kramermärkte genutzt. Am 15. Januar 1953 schlossen sich die ersten Bauern zur LPG Befreites Land zusammen. Im März 1953 folgte i Börnecke die LPG Neue Zeit sowie ein Jahr später die im Zentrum des Ortes wohnenden Bauern zur LPG Einheit. Die verbliebenen Bauern wurden unter Druck gesetzt, sich ebenfalls einer LPG anzuschließen. Dies führte 1960 zur Gründung der LPG Gute Hoffnung. Im gleichen Jahr schlossen sich auch die fünf im Kreis bestehenden Molkereigenossenschaften zusammen. In Görzke fand eine spezialisierte Hauptproduktion statt. Dabei wurden jährlich durchschnittlich 1000 Tonnen Butter und 550 Tonnen Camembert hergestellt. Zuvor gründete sich mit Wirkung zum 1. Januar 1958 aus dem Örtlichen Landwirtschaftsbetrieb neben den bestehenden Gütern in Schmerwitz und Hagelberg/Lübnitz mit dem VEG Görzke das dritte Gut. Es bewirtschaftete zunächst 498 Hektar landwirtschaftliche Nutzfläche mit 12 Pferden, 54 Rindern, 164 Schweinen, 49 Schafen und 100 Legehennen. Die technische Ausstattung war zunächst recht einfach und reduzierte sich auf Geräte und Maschinen, die mit einem Pferdezug bewegt werden konnten. Erschwerend kam hinzu, dass es keinen zentralen Hof mit Stallanlagen und großen, zusammenhängenden Flächen gab. So waren die Tiere in bis zu 20 Ställen untergebracht, die Ackerstücke lagen verstreut in der Feldmark. Diese waren in den letzten Jahren nicht gedüngt worden, was eine Fruchtfolge erheblich erschwerte. Zum VEG gehörte auch die Busses Mühle, deren Einrichtung jedoch bereits entfernt bzw. baufällig geworden war. Von ihr waren in den 1980er Jahren nur noch die Grundmauern erhalten. In den folgenden zwei Jahren wurde die Betriebsfläche durch Zusammenfassung von Ackerflächen auf 1000 Hektar erhöht. Die Bauern griffen zunächst auf eine Maschinen-Ausleih-Station zurück, bevor sie ab 1959 auf die ersten eigenen Traktoren zurückgreifen konnten. Im gleichen Jahr wurden auch in den Räumlichkeiten der früheren Tonwarenfabrik Nippold Verwaltungsräume mit Werkküche und Kulturraum eingerichtet. Ende 1960 bewirtschafteten so 84 Mitarbeiter eine Fläche von 1040 Hektar mit 424 Rindern und 819 Schweinen. Für die Arbeit standen vier Traktoren und ein Mähdrescher vom Typ Fortschritt E 175 aus dem Mähdrescherwerk Bischofswerda/Singwitz zur Verfügung. Ab 1959 stellte der VEB Tonwarenfabrik zunehmend weniger Gebrauchskeramik her. Die Produktion verlagerte sich auf Steinzeugprodukte für die Kanalisation. Doch nur wenige Jahre später waren diese Produkte durch den zunehmenden Einsatz von Kunststoff nicht mehr gefragt. In Gesprächen mit dem VEB Baustoffversorgung kam die Betriebsleitung zu dem Schluss, dass ein großer Bedarf an glasierter Baukeramik bestand, die ab 1962/1963 im Werk produziert wurde.
Am 4. April 1960 gründete sich der Frauenchor Görzke mit 22 Sängerinnen. Er wurde 1963 in einen gemischten Chor überführt und löste sich 1981 auf. 1959 begannen die Bauarbeiten für ein neues Schulgebäude., das am 1. September 1962 bezogen werden konnte. Der Neubau wurde als polytechnische Oberschule genutzt und erhielt am 3. September 1977 die Bezeichnung Frédéric Joliot-Curie-Oberschule Görzke. In der Konservenfabrik kam es zu einer Umstellung der Produktion. Fortan sollte Speiseöl abgefüllt werden. Nach einem Feuer in den Produktionsräumen im Jahr 1964 wurde der Betrieb zunächst als Flaschenwäscherei weitergeführt. Mit Wirkung zum 1. April 1965 übernahm der VEB Luwal Luckenwalde das Betriebsgelände und ließ dort Hausschuhe herstellen. Anfang der 1960er Jahre vollzog sich auch in Görzke ein Konzentrationsprozess der LPGs. Am 1. Januar 1963 schlossen sich dabei die LPG Einheit und Gute Hoffnung zur LPG vom Typ I an, die fortan rund 800 Hektar bewirtschaftete. Die Mitglieder bauten eine Schafherde mit anfänglich rund 200 Tieren auf und errichteten einen Maststall, der bis zu 60 Rindern Platz bot. Hinzu kam bei Schönthal-Mühle ein Stall für rund 1000 Legehennen. Die Konzentration wurde durch einen Beschluss des Rates des Bezirks aus dem Jahr 1962 befördert: Das VEG Görzke gelangte in die Zuständigkeit der Abteilung Landwirtschaft, Erfassung und Forstwirtschaft des Rates des Bezirks Potsdam. Es entstanden Schlaggrößen von bis zu 25 Hektar, die eine Bewirtschaftung erheblich erleichterten. Die Leitung des VEG zog in das ehemalige Gutshaus, das nach dem Krieg von Neubauern bewohnt war. Mit Wirkung zum 1. Januar 1964 ging das VEG gemeinsam mit den benachbarten Gütern in die VVB Saat- und Pflanzgut Quedlinburg über. 1967 begann die Produktion von PVC-Weichplastepuppen, in die künstliche Haare aus Dederon eingearbeitet wurden. Ab 1972 wurden im Werk zusätzlich Kunststoffflaschen hergestellt; gleichzeitig die Herstellung von Görzker Braungeschirr eingestellt. 1968 wechselten die Puppenhersteller ebenfalls den Rohstoff. An Stelle des bislang verwendeten Buna-Latex kam nun ebenfalls PVC zum Einsatz. Der Betrieb ging ab 1972 in Volkseigentum über und wurde zunächst als VEB Puppenwerk Görzke, ab 1981 als VEB Mechanische Spielwaren Brandenburg weitergeführt. 1973 erfolgte eine weitere Spezialisierung in LPGn vom Typ II und III, die 1989 rund 310 Rinder, 420 Schweine und 550 Schafe bewirtschaftete. Durch eine Kooperationsvereinbarung stieg die gemeinschaftlich bewirtschaftete Fläche auf rund 4000 Hektar an. Dem ging eine Spezialisierung der VEGs einher. Aus den VEG Görzke, Hagelberg/Lübnitz und Schmerwitz entstand das VEG Saatzucht Hoher Fläming mit Sitz in Schmerwitz. Das VEG setzte sich für eine weitere Professionalisierung der Saat- und Pflanzengutproduktion ein, die bereits 1974 in der KAP Schmerwitz intensiviert wurde. Am 29. September 1973 wurde der Bahnverkehr auf Grund sinkender Nachfrage eingestellt; der VEB Kraftverkehr übernahm per Bus den Personentransport nach Ziesar und Brandenburg. 1976 schloss die Stärkefabrik und die Räumlichkeiten wurden von der Vereinigung der gegenseitigen Bauernhilfe als Lager- und Produktionsstätte genutzt. Die Dampfmaschine im Wirtschaftsgebäude des Gutshofes ist im Jahr 2019 noch erhalten und steht unter Denkmalschutz. Zum 1. Januar 1978 wurde die KAP Schmerwitz als VEG Saatzucht an die VVB Saat- und Pflanzgut Quedlinburg angegliedert, während der verbleibende Betriebsteil des VEG Schmerwitz unter die Leitung der Bezirksdirektion volkseigener Güter Potsdam gestellt wurde. Die Tierproduktion wurde in Görzke in der VEG (T) weitergeführt. Das Keramikwerk in Görzke gelangte am 1. Januar 1980 zum VEB Ziegelwerke Zehdenick des VEB Kombinat Bau- und Grobkeramik Halle. 1982 wurden im Ort auf Grund einer stark gestiegenen Nachfrage wieder Tonwaren und Zierkeramik hergestellt. Im ehemaligen Werk I entstand eine neue Töpferei.

### Verwaltungsgeschichte
Görzke und Hohenlobbese gehörten seit 1816 zum Kreis Jerichow I in der preußischen Provinz Sachsen. Am 30. September 1928 wurden die fünf Gutsbezirke Görzke I, Görzke II, Görzke III, Görzker Kirchenheide und Forst Nonnenheide mit der Landgemeinde Görzke vereinigt. Wenige Wochen später, am 1. Dezember 1928, wurde der Gutsbezirk Hohenlobbese mit der Landgemeinde Hohenlobbese vereinigt.
Nach 1945 gehörte der Landkreis Jerichow I zunächst zur neugebildeten Provinz Sachsen-Anhalt, aus der 1947 das Land Sachsen-Anhalt wurde. Am 1. Juli 1950 wurde der Landkreis in Kreis Burg umbenannt. Im Zuge der Verwaltungsreform von 1952 wurde Görzke in den Kreis Belzig, Hohenlobbese in den Kreis Brandenburg-Land im DDR-Bezirk Potsdam eingegliedert. Mit Wirkung zum 15. Juli 1981 gründete sich ein Gemeindeverband, dem neben Görzke die Gemeinden Reppinichen, Werbig, Benken, Lübnitz und Hagelberg angehörten.
Seit 1993 liegen Görzke und Hohenlobbese im brandenburgischen Landkreis Potsdam-Mittelmark. Hohenlobbese wurde am 1. März 2002 eingemeindet.

## Bevölkerungsentwicklung
| Jahr | Einwohner |
| ---- | --------- |
| 1875 | 1 777     |
| 1890 | 1 777     |
| 1910 | 1 777     |
| 1925 | 1 777     |
| 1933 | 1 760     |
| 1939 | 1 828     |

| Jahr | Einwohner |
| ---- | --------- |
| 1946 | 2 616     |
| 1950 | 2 525     |
| 1964 | 1 832     |
| 1971 | 1 897     |
| 1981 | 1 623     |
| 1985 | 1 578     |

| Jahr | Einwohner |
| ---- | --------- |
| 1990 | 1 624     |
| 1995 | 1 510     |
| 2000 | 1 476     |
| 2005 | 1 471     |
| 2010 | 1 345     |
| 2015 | 1 240     |

| Jahr | Einwohner |
| ---- | --------- |
| 2020 | 1 222     |
| 2021 | 1 231     |
| 2022 | 1 223     |
| 2023 | 1 229     |
| 2024 | 1 194     |

Gebietsstand des jeweiligen Jahres, Einwohnerzahl: Stand 31. Dezember (ab 1991), ab 2011 auf Basis des Zensus 2011, ab 2022 auf Basis des Zensus 2022

## Politik

### Gemeindevertretung
Die Gemeindevertretung von Görzke besteht aus zehn Gemeindevertretern und der ehrenamtlichen Bürgermeisterin. Die Kommunalwahl am 9. Juni 2024 führte bei einer Wahlbeteiligung von 68,8 % zu folgendem Ergebnis:
| Partei / Wählergruppe              | Stimmenanteil 2019 | Sitze 2019 |        | Stimmenanteil 2024 | Sitze 2024 |
| ---------------------------------- | ------------------ | ---------- | ------ | ------------------ | ---------- |
| Wir für Görzke                     | –                  | –          | 75,0 % | 8                  |            |
| Bürger für Görzke                  | –                  | –          | 13,6 % | 1                  |            |
| CDU                                | 19,6 %             | 2          | 07,3 % | 1                  |            |
| Einzelbewerber Constantin Hoffmann | –                  | –          | 04,1 % | –                  |            |
| Bürgerliste Görzke/Hohenlobbese    | 51,8 %             | 6          | –      | –                  |            |
| FDP                                | 20,3 %             | 2          | –      | –                  |            |
| Einzelbewerber Rudolf Knoppe       | 08,3 %             | –          | –      | –                  |            |
| Insgesamt                          | 100 %              | 10         | 100 %  | 10                 |            |

### Bürgermeister
- 1998–2024: Jürgen Bartlog[17]
- seit 2024: Anne Eilzer

Bartlog wurde bei der Bürgermeisterwahl am 26. Mai 2019 ohne Gegenkandidat mit 79,8 % der gültigen Stimmen wiedergewählt.
Eilzer wurde am 9. Juni 2024 ebenfalls ohne Gegenkandidat mit 87,2 % der gültigen Stimmen zu seiner Nachfolgerin gewählt. Ihre Amtszeit beträgt fünf Jahre.

### Wappen
| Wappen von Görzke | Blasonierung: „In Grün eine bewurzelte silberne Linde überdeckt von einem blauen Herzschild, belegt mit drei schrägrechten silbernen Bolzenpfeilen (Familienwappen von Schierstedt).“ |
| Wappen von Görzke | Das Wappen wurde vom Erfurter Heraldiker Frank Diemar gestaltet und am 20. Dezember 1999 durch das Ministerium des Innern genehmigt.                                                  |

## Sehenswürdigkeiten und Kultur
In der Liste der Baudenkmale in Görzke und in der Liste der Bodendenkmale in Görzke stehen die in der Denkmalliste des Landes Brandenburg eingetragenen Kulturdenkmale.

### Bauwerke

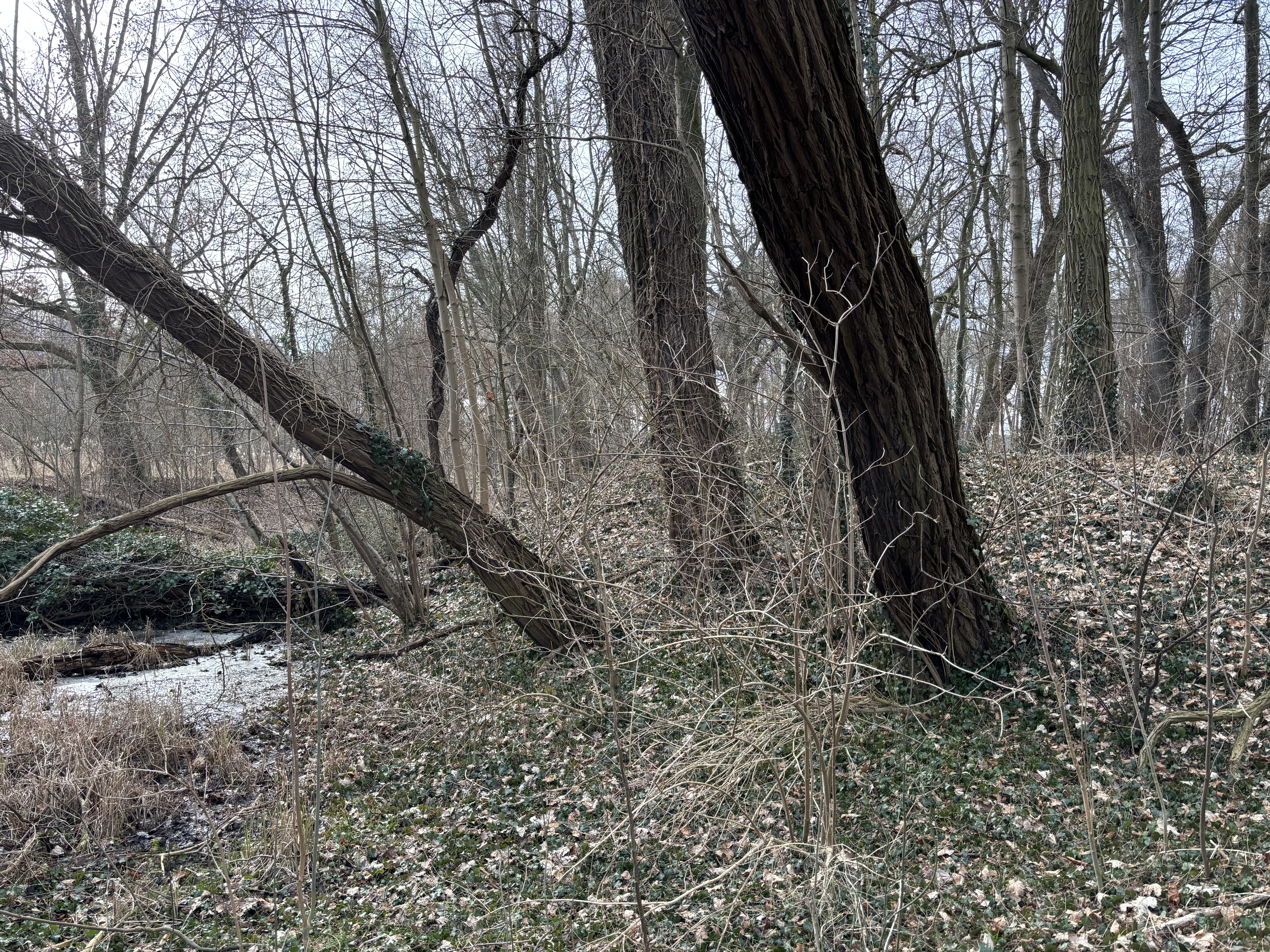
Denkmalgeschützter Burgwall in Görzke

- Bedeutendstes Bauwerk des Ortes ist die evangelische Dorfkirche, ein spätromanischer Feldsteinbau aus der zweiten Hälfte des 12. Jahrhunderts mit langgestrecktem Chor und Apsis. Die Kirche lag am Zugang zur ehemaligen Burg an der gleichfalls restlos abgetragenen Stadtmauer. Über die Entstehungsgeschichte ist bislang nicht viel bekannt. 1882 erfolgten erhebliche Umbauarbeiten. Aus dieser Zeit stammen sowohl die Kanzel wie auch das Gestühl. Ein Taufengel stammt aus dem Anfang des 18. Jahrhunderts. Weiterhin befinden sich in der Kirche mehrere Epitaphe derer von Schierstedt.
- Nordwestlich der Kirche befinden sich die Reste eines Slawischen Burgwalls. Er hatte einen Durchmesser von 60 Metern und zählt damit zu den Großen Burgen mit rundem Grundriss. Er war durch einen umlaufenden Holz-Erde-Wall umschlossen, der zusätzlich durch einen ebenfalls umlaufenden Wassergraben geschützt war. Vermutlich im Osten befand sich in Tor mit Zugbrücke, das die einzige Zugangsmöglichkeit bot. Durch einen Langen Burgwall konnten die umliegenden Sümpfe durchquert werden. Die Höhe betrug rund 2,5 Meter und wurde zu einem späteren Zeitpunkt vermutlich erhöht, um die Burg mit der Stadtbefestigung Görzkes zu verbinden.[22]
- Die mitten im Wald gelegene Wüstung Dangelsdorf ist bekannt durch die Ruine einer mittelalterlichen Feldsteinkirche aus dem 14. Jahrhundert.
- Im ehemaligen Rittergut mit Gutshaus (im Jahr 2018 ein Mietshaus) und ehemaligen Pferdeställen (im Jahr 2018 als Museumsräume genutzt) war in den 1930er Jahren eine Stärkefabrik untergebracht. Sie wurde später komplett entkernt und zu einem Handwerkerhof mit angeschlossenem Industriemuseum umgestaltet. Die Gestaltung des Hofbereichs nimmt Bezug auf den Ort Görzke mit seinen zahlreichen Töpferwerkstätten. Im technischen Museum mit seiner Dampfmaschine ist auch ein Jagd- und Forstmuseum, die Puppenausstellung „Bärbel“ (1946–1995), ein Ausstellungsraum zum Leben der Schriftstellerin Eva Zeller und eine Modellausstellung typisch regionaler Bauten untergebracht.
- Das Kriegerdenkmal wurde 1879 am Markt aufgestellt und erinnert an die gefallenen Soldaten aus dem Deutsch-Französischen Krieg sowie aus dem Ersten Weltkrieg.

### Görzker Delle
Im Hohen Fläming befinden sich eine Vielzahl periglazialer Trockentäler, die von den Menschen durch Bodenerosion noch vertieft wurden. Sie werden in der Region Rummeln genannt und sind häufig sagenumwoben. Die Görzker haben ihre Rummel Delle genannt. Sie befindet sich südlich des Gemeindezentrums. Ein rund acht Kilometer langer Rundweg, der Töpferwanderweg, führt an ihr vorbei.

### Musik
Bekannt ist der Ort für das hier ansässige Blasorchester der Freiwilligen Feuerwehr, das 1975 gegründet wurde.

### Regelmäßige Veranstaltungen
- Die Tradition der Tonwarenherstellung kann alljährlich beim Töpfermarkt bewundert werden, der jeweils am Karsamstag und Ostersonntag stattfindet.
- In Hohenlobbese finden zahlreiche Freiluftkonzerte statt.

## Verkehr
Durch den Ort führt die Bundesstraße 107 zwischen Ziesar und Wiesenburg.
Der Bahnhof Görzke war Endpunkt der Bahnstrecke Wusterwitz–Görzke. Der Personenverkehr wurde 1973, der Güterverkehr 1994 eingestellt. Die erhaltenen Reste der Strecke, darunter eine im Bahnhof Görzke abgestellte Diesellok, stehen unter Denkmalschutz. Zwischen Ziesar und Görzke verläuft seit 2011 ein Radweg auf der Trasse.

## Persönlichkeiten
- Peter Hagendorf (1601/1602 – 1679), Söldner und berühmter Tagebuchschreiber, in Görzke Bürgermeister und Richter
- Carl Philipp Funke (1752–1807), Gymnasiallehrer und Schriftsteller
- Friedrich Wilhelm Dunckelberg (1773–1844), Baumeister, in Görzke geboren
- Eva Zeller (1923–2022), Schriftstellerin, in Görzke aufgewachsen

## Sagenwelt
Um den Ort ranken sich zahlreiche Sagen, von denen der Rat der Gemeinde Görzke in seiner Chronik einige Geschichten exemplarisch darstellte:
- Einige Jahre nach den Befreiungskriegen kam ein Unbekannter in den Ort und interessierte sich für die Ruinen der Gemeinde. Er warb den Knecht des Försters an, mit ihm am Abend gemeinsam nach Dangelsdorf zu marschieren. Dort gruben sie in den Ecken des alten Fundamentes der Feldsteinkirche, bis sie auf einen Schatz stießen. Der Unbekannte stellte sich als französischer Soldat heraus, der an der Schlacht bei Hagelberg teilgenommen hatte. Auf seinem Rückzug hatte er kaum noch Pferde zur Verfügung und musste so die Kriegskasse zurücklassen. Hierfür hatte er sich die alte Kirchenruine ausgesucht. Laut Görzker Chronik gab es noch 1929 in der Dorfkirche Görzke eine Notiz eines der Herren von Schierstedt. Den Aufzeichnungen zufolge soll er in einer Novembernacht 1835 an der Ruine vorbeigefahren sein und dort Licht gesehen haben. Am nächsten Tag stellten Anwohner fest, dass in drei der vier Ecken gegraben worden war. Daraus schlossen die Anwohner, dass der Unbekannte das Gesuchte gefunden hatte.
- Alten Überlieferungen zufolge soll es zwischen dem Burgwall und dem Oberhof einen unterirdischen Gang gegeben haben. Eines Tages betrat ein Trompetenspieler den Eingang und begann, auf seinem Instrument zu spielen, während er tiefer und tiefer in den Gang hineinging. Plötzlich war Stille und kurz darauf kam ein völlig aufgelöster Trompetenspieler aus dem Gang hinausgelaufen, verstarb und nahm sein Geheimnis daher mit ins Grab. Gemäß der Überlieferung soll das Geheimnis erst gelüftet werden, wenn ein Kind derer von Schierstedt mit nur einem Auge geboren wird.